# Rhinotyphlops schinzi
Rhinotyphlops schinzi – endemiczny gatunek węża z rodziny ślepuchowatych (Typhlopidae).
Gatunek ten osiąga maksymalnie długość 28 cm. Występuje na sawannach i terenach półpustynnych na terenie Afryki Południowej (Namibia, Botswana oraz RPA).